# Хелд, Анна
Хелен Анна Хелд (англ. Helene Anna Held; 18 марта 1865, Варшава, Царство Польское — 12 августа 1918[…], Нью-Йорк, США) — франко-американская актриса польского происхождения.

## Биография
Родилась в Варшаве в еврейской семьей. Её отец Шиммле Хелд, немец по происхождению, был производителем перчаток, а мать, Ивонна Пьер, имела французские корни. В 1881 году, с началом антисемитских погромов, семья бежала в Париж. Во Франции бизнес её отца вскоре прогорел, и он стал работать уборщиком, а мать устроилась управляющей кошерного ресторана. В юности Хелд зарабатывала на жизнь работая швеёй, а затем стала выступать в качестве певицы в еврейских театрах Парижа. В то же время она перешла из иудаизма в католицизм.
После смерти отца Хелд начала довольно много гастролировать по Европе, выступая с музыкальными номерами. В 1895 году она родила дочь Лианну от уругвайского плейбоя Максимо Каррера, а через год, во время выступлений в Лондоне, познакомилась с известным бродвейским конферансье Флорензом Зигфелдом. По его приглашению она отправилась в Нью-Йорк, где состоялся её бродвейский дебют. Театральные критики были не высокого мнению о её игре, однако публике Хелд понравилась. За последующие несколько лет она стала одной их самых ярких звёзд музыкальной сцены Бродвея, во многом благодаря не таланту, а имиджу, пропагандировавшему новые социальные свободы в пост-викторианскую эпоху, что было новаторским для того времени.
В 1907 году по совету Хелд Зигфелд запустил на Бродвее серию театральных постановок «Безумства Зигфелда», ставшими вскоре одними из самых ярких и успешных ревю в театральной жизни Нью-Йорка. При этом сама Хелд не смогла принять участие в первых выступлениях, так как забеременела от Зигфелда. Однако ребёнок так и не родился, по причине того, что Хелд сделала аборт. Согласно мемуарам её дочери Лианна на аборте настоял сам Зигфелд. Вскоре отношения Хелд и Зигфелда стали разрушаться, у него появлялись новые возлюбленные (особо яркие отношения у него были с молодой актрисой Лиллиан Лоррейн), и в 1913 году они окончательно разошлись.
С началом Первой мировой войны актриса вернулась во Францию, где играла в водевилях, а также выступала на передовых с концертами для солдат. В 1916 году Хелд появилась на большом экране в своём единственном полнометражном фильме «Мадам президент». Через год она отправилась с гастролями по США с постановкой «Следуй за мной», но в январе 1918 года была вынуждена прекратить турне из-за проблем со здоровьем.
Врачи диагностировали у актрисы миеломную болезнь, которая стала резко прогрессировать. В газетах того периода журналисты часто писали, что болезнь Хелд вызвана чрезмерной шнуровкой её корсетов, которую она практиковала, чтобы её талия казалась невероятно узкой. Анна Хелд скончалась 12 августа того же года в Нью-Йорке в возрасте 46 лет. Прощание состоялось в соборе Святого Патрика 14 августа, после чего актрису похоронили на кладбище Врата Небес. Флоренз Зигфелд на похоронах не присутствовал, так как у него была боязнь смерти.

## Признание
В 1936 году на экраны вышел фильм «Великий Зигфелд», где роль Хелд сыграла Луиза Райнер, получившая за неё премию «Оскар».
В 1976 году её дочь Лианна открыла в городе Сан-Джасинто в Калифорнии музей, где были представлены личные и сценические вещи Анны Хелд.
В 1978 году на телеэкраны вышел фильм «Зигфелд: Мужчина и его женщины», роль Хелд в нём исполнила Барбара Паркинс.